# Dimbulah
Dimbulah – miasto w Australii, w stanie Queensland.